# Miss Texas
Miss Texas, est un concours de beauté féminine concernant les jeunes femmes de l'État du Texas, qualifiant pour l'élection de Miss America.

## Galerie

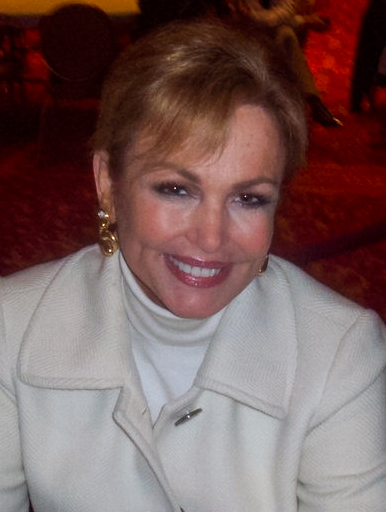
Phyllis George, Miss Texas 1970 puis Miss America 1971 (2008).
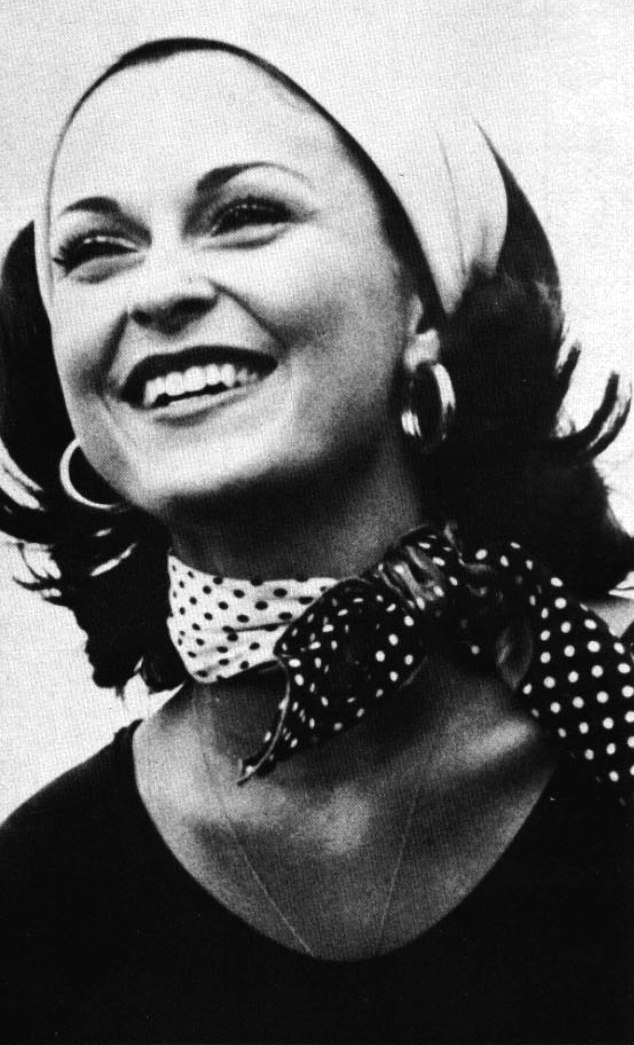
Shirley Cothran, Miss Texas 1974 puis Miss America 1975.
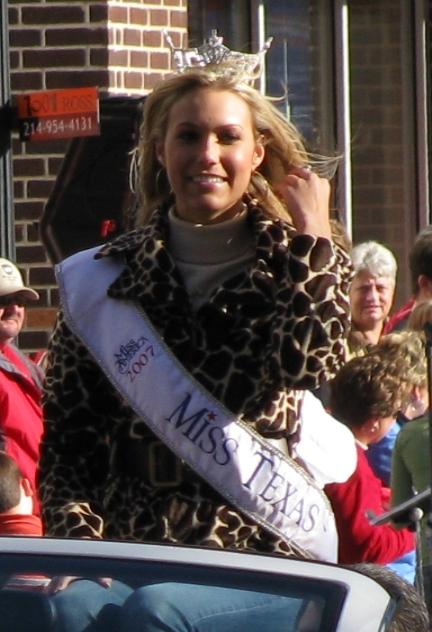
Molly Hazlett, miss Texas 2007.
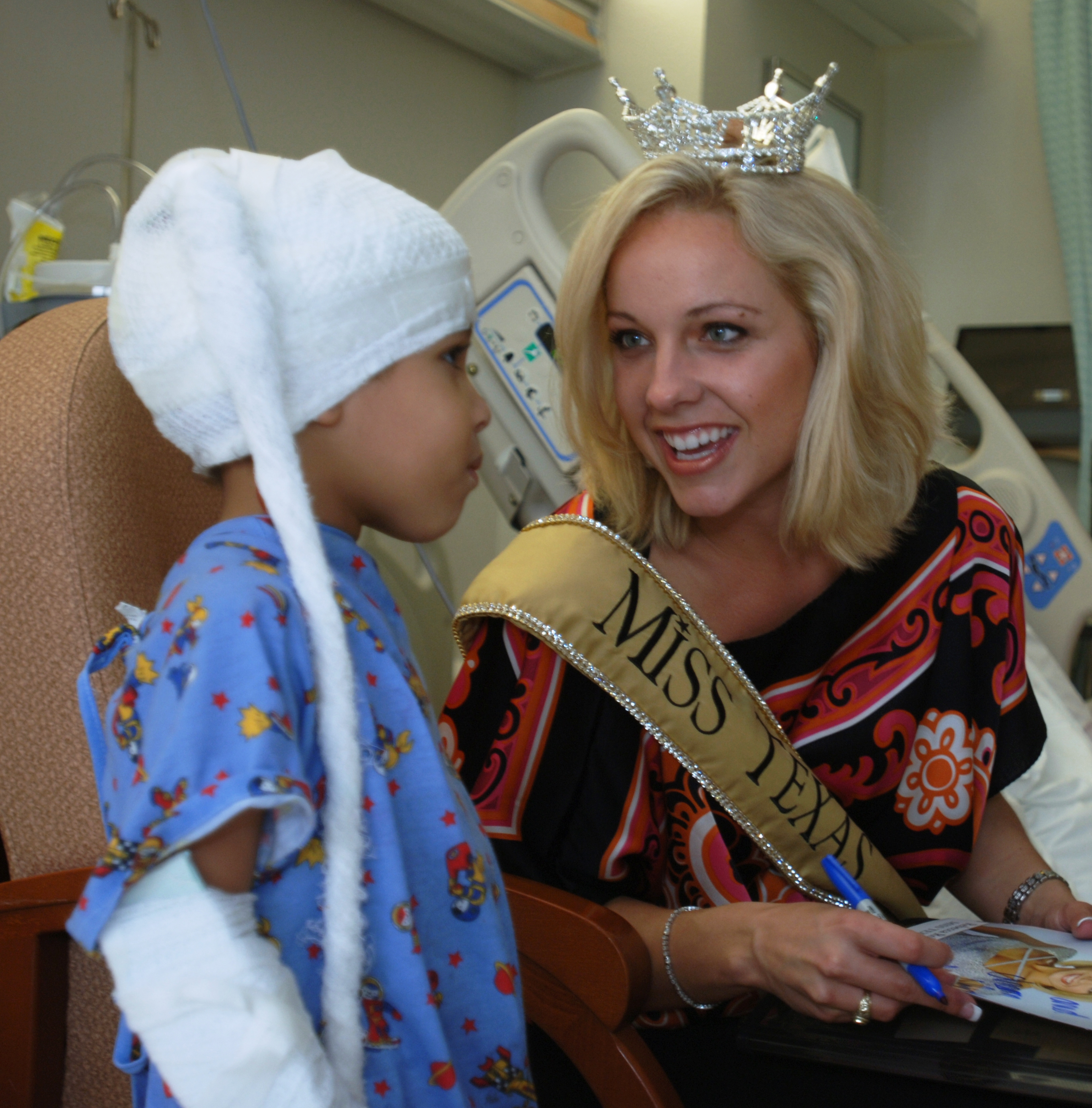
Rebecca Robinson, Miss Texas 2008.